# Gohia
Gohia is een geslacht van spinnen uit de  familie van de Desidae.

## Soorten
- Gohia clarki Forster, 1964
- Gohia falxiata (Hogg, 1909)
- Gohia isolata Forster, 1970
- Gohia parisolata Forster, 1970